# Thomas Rosswall
Thomas Rosswall, född 20 december 1941 i Stockholm, är en svensk mikrobiolog och akademisk ledare.

## Biografi
Rosswall blev fil. kand. efter studier vid Stockholms och Uppsala universitet. Under studietiden var han förste kurator vid Göteborgs nation (1968) och grundare till Nationens Sanct Laurentii Gille (1989) samt Curatores in Exilio (CIE; 1970). 
Efter doktorandstudier vid Uppsala universitet flyttade Rosswall till dåvarande Lantbrukshögskolan där han forskade inom ramen för Sveriges första terrestra ekosystemprojakt på Stordalenmyren i Abisko (1969-1974). Projektet var del av det Internationella Biologiska Programmet (IBP) under International Council for Science (ICSU). Rosswall var sekreterare i styrgruppen för IBPs tundrabiomprogram, vilket demonstrerade vikten av internationellt samarbete för innovativ forskning, något som kom att prägla hela hans karriär.  
Samtidigt arbetade Rosswall på Ekologikommitten vid Naturvetenskapliga forskningsrådet, där han bl. a. var sekreterare i svenska IBP kommittén och huvudredaktör för Ecological Bulletins. Rosswall var även aktiv i planering och genomförandet av nästa storprojekt, Barrskogslandskapets ekologi och ledamot av ledningsgruppen 1972-1975. Rosswall arbetade 1977-1978 på den nyinrättade Forskningsrådsnämnden (FRN) och 1978-1980 som koordinator för SCOPE/UNEP International Nitrogen Unit på Kungl. Vetenskapsakademien. Han återvände sedan till det nybildade Sveriges lantbruksuniversitet (SLU) där han ledde storprojektet Åkermarkens ekologi (1980-1984). Han utnämndes till docent i markekologi vis SLU 1984.  
Rosswall var 1984-1987 professor i det tvärvetenskapliga ämnet Vatten i natur och samhälle vid Linköpings universitet och Regeringen flyttade professuren till Stockholms universitet i samband med att Rosswall blev direktör för International Geosphere-Biosphere Programme (IGBP) vid Kungl. Vetenskapsakademien (1987-1994). Rosswall var tjänstledig 1992-1993 för att etablera IGBP START (SysTem for Analysis, Research and Training) i Washington, DC.
Rosswall var1994–2000 rektor för Sveriges lantbruksuniversitet. 2000-2001 direktör för International Foundation for Science (IFS) i Stockholm och 2001–2009 VD för International Council for Science (ICSU) i Paris.
Rosswall var ordförande för Mistra Council for Environmental Evaluation (Mistra EviEM) vid Kungl. Vetenskapsakademien (2011-2015), Mistra Urban Futures vid Chalmers (2014-2017), Rymdstyrelsens fjärranalyskommitté (2015-2016) och Sidas Vetenskapliga Råd (2016-2019). Rosswall var därefter ledamot av High-Level Panel of Experts on Food Security and Nutrition (HLPE) under UN Committee on World Food Security (CFS, 2019-2021).  
Rosswall  är ledamot av Vetenskapsakademien (1989), Academia Europaea, Skogs- och Lantbruksakademien 1995, Kungl. Vetenskapssamhället i Uppsala(1999), The World Academy of Sciences (TWAS, 2002) samt World Academy of Arts and Sciences (2004). Han är hedersledamot av World Innovation Foundation (2003) och World Association of Young Scientists (2004) samt Fellow, The Beijer Instisute of Ecological Ecomnomics vid Vetenskapsakademien (2007).
Rosswall tilldelades 2000 H. M. Konungens Medalj, 12e storleken i Serafimerordens band och 2008 Medal of Academia Scientiarum Fennicae. Han blev ledamot av Kungl. Patriotiska Sällskapet 1996.